# B&B Hotels-KTM
B&B Hotels p/b KTM (código UCI: VCB) é um equipa ciclista profissional francêsa de categoria UCI ProTeam desde a temporada de 2018. Participa nas divisões de ciclismo UCI ProSeries, e os Circuitos Continentais da UCI, correndo assim mesmo naquelas carreiras do circuito UCI WorldTour às que é convidado.

## Sede
O conjunto tem a sua sede em Theix, França.

## Material ciclista

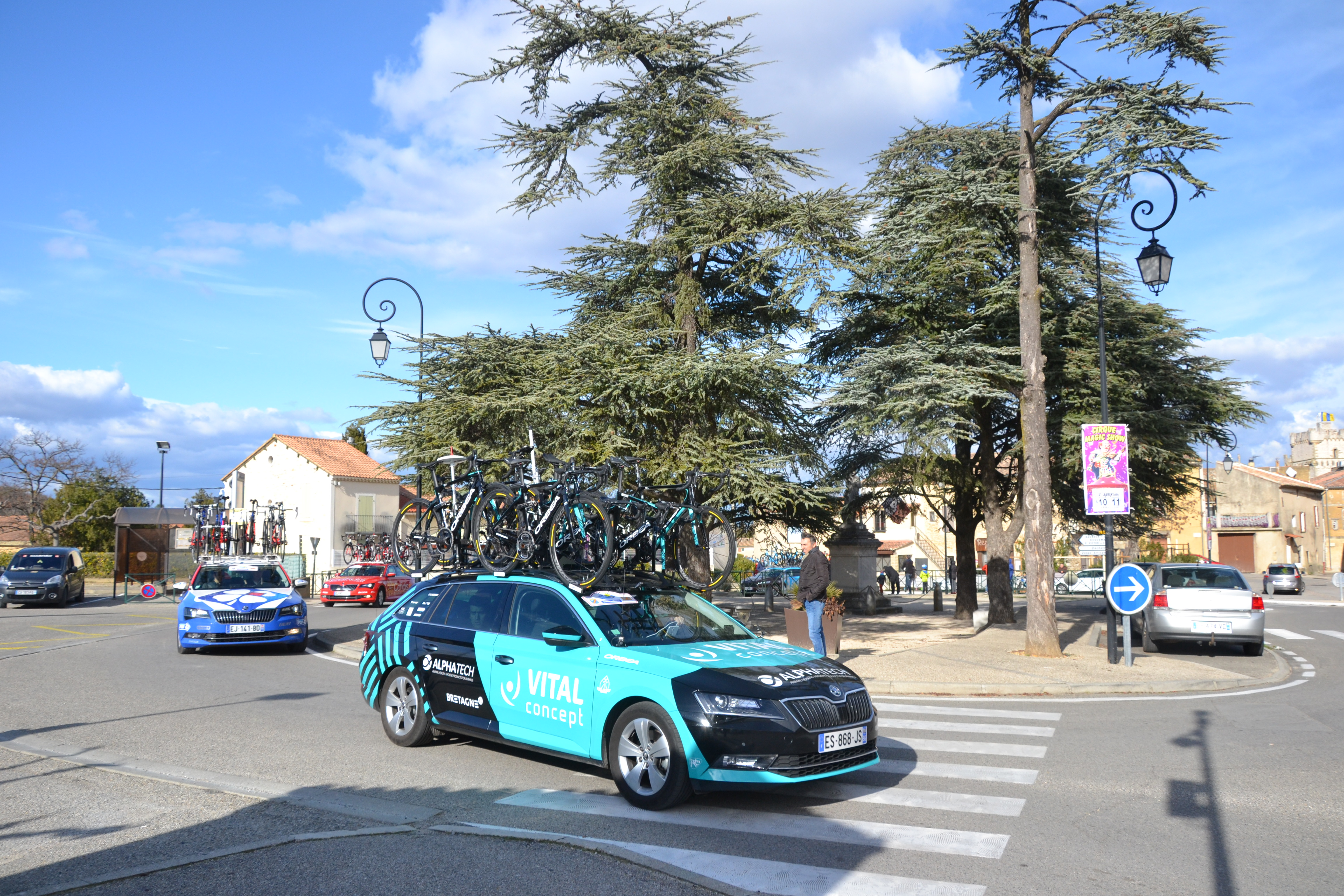
Veículo da equipa

As bicicletas com as que competem são da marca Orbea.

## Equipa filial
O Vélo Clube Pays de Loudéac será o conjunto filial da equipa.

## Classificações UCI
A partir de 2005 a UCI instaurou os Circuitos Continentais da UCI, onde a equipa está desde que se criou em 2018, registado dentro do UCI Europe Tour.

### UCI Asia Tour
| Temporada | Classificação por equipas | Melhor corredor | Posição |
| 2018      | 40º                       | Bryan Coquard   | 105º    |

### UCI Europe Tour
| Temporada | Classificação por equipas | Melhor corredor | Posição |
| 2018      | 11º                       | Lorrenzo Manzin | 75º     |
| 2019      | 8º                        | Bryan Coquard   | 58º     |
| 2020      | 7.º                       | Bryan Coquard   | 119.º   |

## Palmarés
Para anos anteriores veja-se: Palmarés del B&B Hotels-Vital Concept p/b KTM

### Palmarés de 2020

#### UCI ProSeries
| Data | Carreiras | Ganhador |

#### Circuitos Continentais da UCI
| Datas     | Circuito                | Corridas                    | Ganhador       |
| 3 de maio | UCI Africa Tour de 2021 | 2.ª etapa do Tour de Ruanda | Alan Boileau   |
| 4 de maio | UCI Africa Tour de 2021 | 3.ª etapa do Tour de Ruanda | Alan Boileau   |
| 6 de maio | UCI Africa Tour de 2021 | 5.ª etapa do Tour de Ruanda | Alan Boileau   |
| 7 de maio | UCI Africa Tour de 2021 | 6.ª etapa do Tour de Ruanda | Pierre Rolland |

## Plantel
Para anos anteriores veja-se: Elencos do B&B Hotels p/b KTM

### Elenco de 2021
| Nome                  | Nascimento | Nacionalidade | Equipa de 2020                      |
| Frederik Backaert     | 13/03/1990 | Bélgica       | B&B Hotels-Vital Concept p/b KTM    |
| Nicola Bagioli        | 19/02/1995 | Itália        | Androni Giocattoli-Sidermec         |
| Cyril Barthe          | 14/02/1996 | França        | B&B Hotels-Vital Concept p/b KTM    |
| Alan Boileau          | 25/06/1999 | França        | Neo (VC Pays de Loudéac)            |
| Franck Bonnamour      | 20/06/1995 | França        | Arkéa Samsic                        |
| Maxime Cam            | 09/07/1992 | França        | B&B Hotels-Vital Concept p/b KTM    |
| Maxime Chevalier      | 16/05/1999 | França        | B&B Hotels-Vital Concept p/b KTM    |
| Bryan Coquard         | 25/04/1992 | França        | B&B Hotels-Vital Concept p/b KTM    |
| Bert De Backer        | 02/04/1984 | Bélgica       | B&B Hotels-Vital Concept p/b KTM    |
| Jens Debusschere      | 28/08/1989 | Bélgica       | B&B Hotels-Vital Concept p/b KTM    |
| Thibault Ferasse      | 12/09/1994 | França        | Natura4Ever-Roubaix Lille Métropole |
| Cyril Gautier         | 26/09/1987 | França        | B&B Hotels-Vital Concept p/b KTM    |
| Jonathan Hivert       | 23/03/1985 | França        | Team Total Direct Énergie           |
| Quentin Jauregui      | 22/04/1994 | França        | AG2R La Mondiale                    |
| Jérémy Lecroq         | 07/04/1995 | França        | B&B Hotels-Vital Concept p/b KTM    |
| Cyril Lemoine         | 03/03/1983 | França        | Cofidis, Solutions Crédits          |
| Eliot Lietaer         | 15/08/1990 | Bélgica       | Bingoal-WB                          |
| Julien Morice         | 20/07/1991 | França        | B&B Hotels-Vital Concept p/b KTM    |
| Luca Mozzato          | 15/02/1998 | Itália        | B&B Hotels-Vital Concept p/b KTM    |
| Quentin Pacher        | 06/01/1992 | França        | B&B Hotels-Vital Concept p/b KTM    |
| Kévin Réza            | 18/05/1988 | França        | B&B Hotels-Vital Concept p/b KTM    |
| Pierre Rolland        | 10/10/1986 | França        | B&B Hotels-Vital Concept p/b KTM    |
| Sebastian Schönberger | 14/05/1994 | Áustria       | B&B Hotels-Vital Concept p/b KTM    |
| Jonas Van Genechten   | 16/09/1986 | Bélgica       | B&B Hotels-Vital Concept p/b KTM    |